# Magny, Yonne
Magny är en kommun i departementet Yonne i regionen Bourgogne-Franche-Comté i norra Frankrike. Kommunen ligger i kantonen Avallon som tillhör arrondissementet Avallon. År 2022 hade Magny 872 invånare.

## Befolkningsutveckling
Antalet invånare i kommunen Magny
| Referens: INSEE |